# De geboorte van Christus (Hugo van der Goes)
De geboorte van Christus of De aanbidding door de herders is een olieverfschilderij van Hugo van der Goes uit circa 1480. 

## Voorstelling en symboliek
Het langwerpige schilderij stelt de geboorte van Christus voor. Van der Goes heeft het bekende onderwerp op een ongebruikelijke manier uitgebeeld. Twee figuren, die meestal worden beschouwd als oudtestamentische profeten, schuiven een halfdoorzichtig gordijn weg en onthullen zo letterlijk en figuurlijk de komst van de Verlosser die centraal in een sterk verkorte kribbe ligt. De hele compositie geeft de indruk alsof we door een groothoeklens kijken. Hij wordt aanbeden door Maria, Jozef en een schare engelen. Ze bevinden zich zoals gebruikelijk in de vervallen stal waar ook de os en de ezel aanwezig zijn. Links komen twee herders aanrennen van wie de ene zijn kap afzet en de ander al half geknield zit. Op de achtergrond is in de verte een eerder moment uit het verhaal te zien: de engel die de geboorte van Christus aan de herders verkondigt. Verder komen links twee musicerende figuren aanlopen.
Hoewel het schilderij vaak De aanbidding door de herders wordt genoemd, ligt de nadruk vooral op de geboorte van Christus: het moment waarop het aardse en het tijdelijke – weergegeven door de dynamiek van de herders en vluchtige bezigheden zoals musiceren – en het hemelse en het eeuwige – vertegenwoordigd door het stabiele centrum met Maria en de engelen – samenkomen in de menswording van Jezus. Het Christuskind trappelt met zijn voeten, alsof hij nog moet wennen aan zijn aardse leven.
Op de voorgrond van het schilderij groeien verschillende wilde planten waaraan in de 15e eeuw een geneeskrachtige werking werd toegeschreven: zwarte nachtschade, gewone ereprijs, robertskruid, perzikkruid (dat ook de volksnaam jezusgras heeft) en grote weegbree. De symboliek van de bloemen verwijst in de eerste plaats naar de komst van Christus die de mensheid geneest van zonde en hoogmoed, maar ze is ook – speculatief – in verband gebracht met de persoonlijke situatie van Van der Goes die genezing zocht voor zijn geestesziekte.
De korenschoof kan een dubbele betekenis hebben: het brood dat van het graan wordt gemaakt, verwijst zowel naar Bethlehem ("Broodhuis") als naar de eucharistie waarbij het brood verandert in het lichaam van Christus. Op het Portinari-altaar is deze dubbele betekenis onmiskenbaar.

## Datering en inspiratiebronnen
Vanwege de stilistische overeenkomsten met De dood van Maria zijn de meeste kunsthistorici het erover eens dat de beide werken uit dezelfde tijd stammen. Over de datering en de plaats in het oeuvre van Van der Goes hebben de meningen echter lange tijd verschild. Toen het onderzoek naar het oeuvre van Hugo van der Goes serieus op gang kwam – in het bijzonder dankzij Max Friedländer – was het gebruikelijk om de beide werken als Van der Goes' zwanenzang te zien, maar in de tweede helft van de 20e eeuw werden steeds vaker alternatieve theorieën ontwikkeld die de werken aan begin van zijn loopbaan plaatsten. Elisabeth Dhanens nam een uitzonderingspositie in: zij meende dat De geboorte van Christus een van zijn vroegste werken was, terwijl De dood van Maria zijn laatste schilderij was. Technisch onderzoek aan het begin van de 21e eeuw heeft aangetoond dat De geboorte van Christus in de laatste creatieve periode van Hugo van der Goes ontstaan (in elk geval na 1476), en heeft daarmee de eerdere consensus bevestigd.
Volgens onder anderen Erwin Panofsky zou de dynamiek van de compositie een weerslag zijn van de instabiele geestestoestand van Van der Goes tijdens het verblijf aan het eind van zijn leven in het Rooklooster. Hij noemde deze periode the outbreak of the storm en de dynamiek van de aanrennende herders karakteriseerde hij als rushing in upon the scene at a mad gallop. Een ander argument voor een verbinding met Hugo's somberheid zou de combinatie van sombere en bleke tinten van het schilderij zijn, maar bij de restauratie van het schilderij in 2013 kwamen er juist frisse, heldere kleuren tevoorschijn.
Sinds het einde van de 20e eeuw wordt er zakelijker naar het schilderij gekeken en is men op zoek gegaan naar teksten die de bedoeling van de schilder kunnen verduidelijken. Zo is het werk in verband gebracht met tractaten van Geert Grote en met Maria-gedichten van rederijkers zoals Anthonis de Roovere. De vraag of het een autobiografisch werk is of een werk in opdracht dat Van der Goes op een originele manier heeft uitgewerkt, is nog niet definitief beantwoord.
De voorstelling is door kunsthistorici uit de 20e eeuw in verband gebracht met mysteriespelen, waarbij de profeten worden gezien als vertellers die aan de kijkers uitleggen wat er op het toneel gebeurt, maar sommige kunsthistorici hebben erop gewezen dat de invloed vaker andersom ging en dat de mysteriespelen juist hun inspiratie uit schilderijen haalden. Bovendien had het toneel van mysteriespelen geen illusionistisch decor en werd de rol van verteller nooit toebedeeld aan oudtestamentische profeten. Het groene gordijn kan ook het voorhang voorstellen dat in die periode gewoonlijk rond het altaar hing.

## Details na restauratie
Tijdens de restauratie van het schilderij kwamen de heldere kleuren weer tevoorschijn.

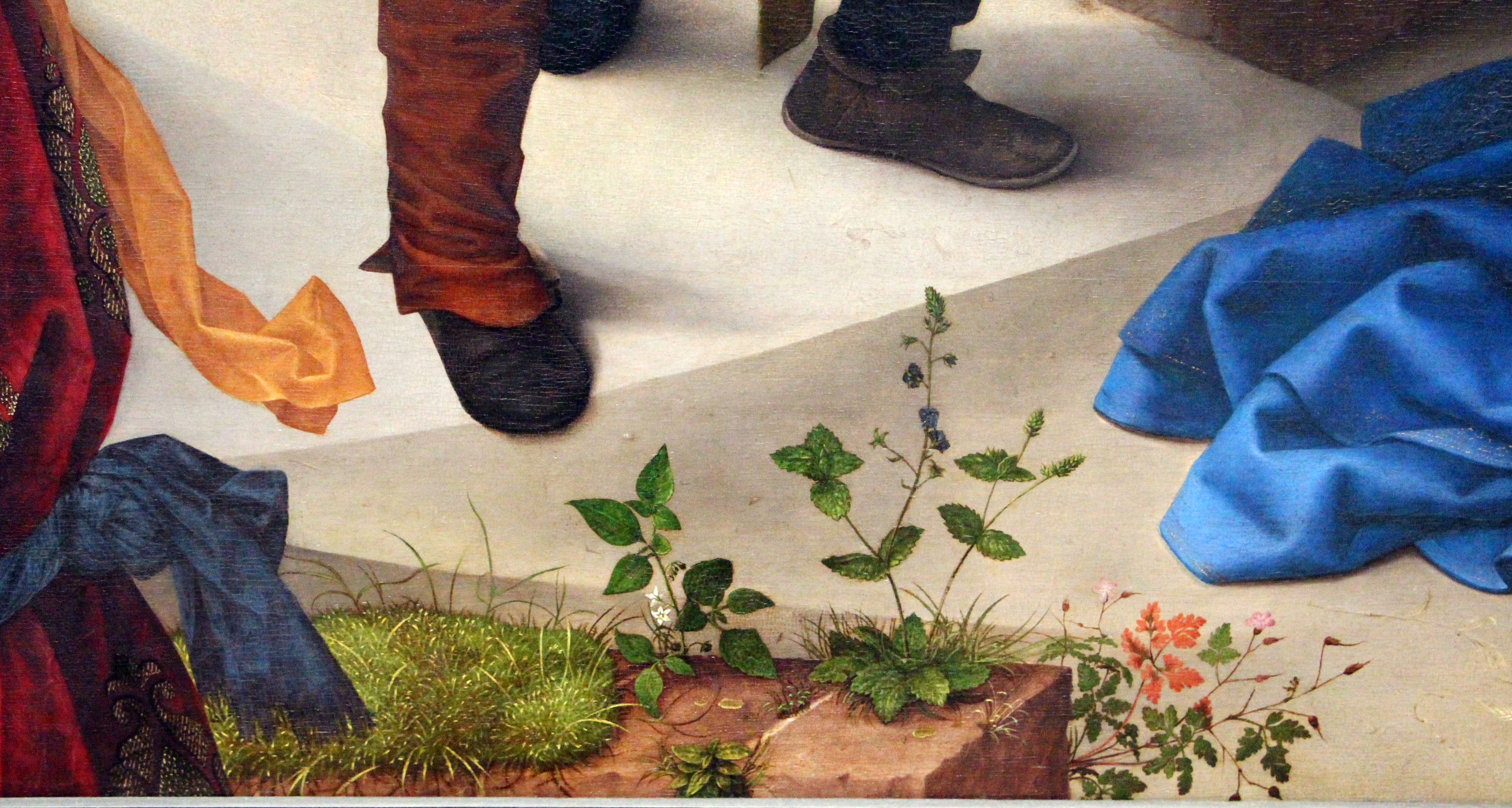
Zwarte nachtschade, robertskruid en gewone ereprijs.
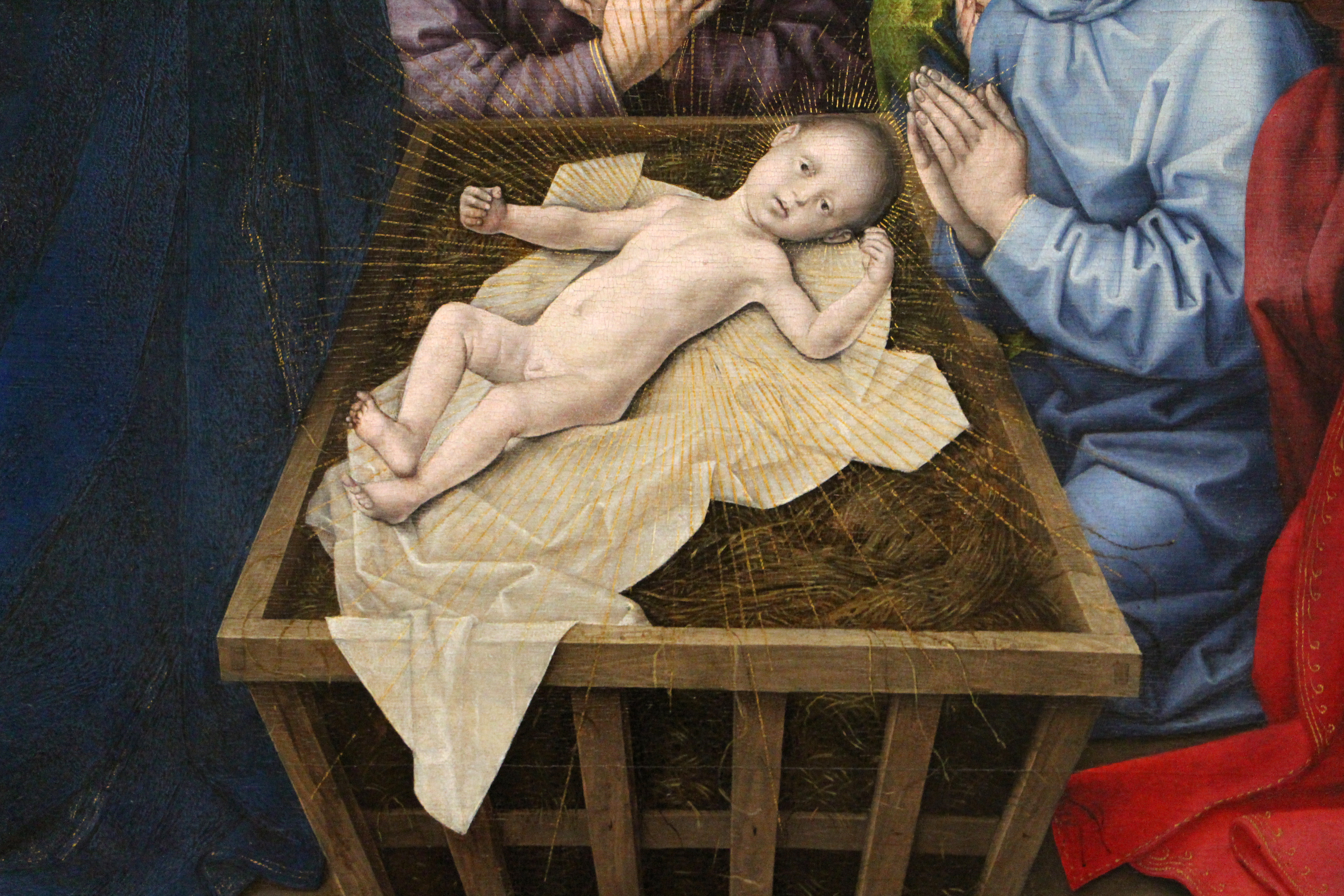
Het stralende Christuskind
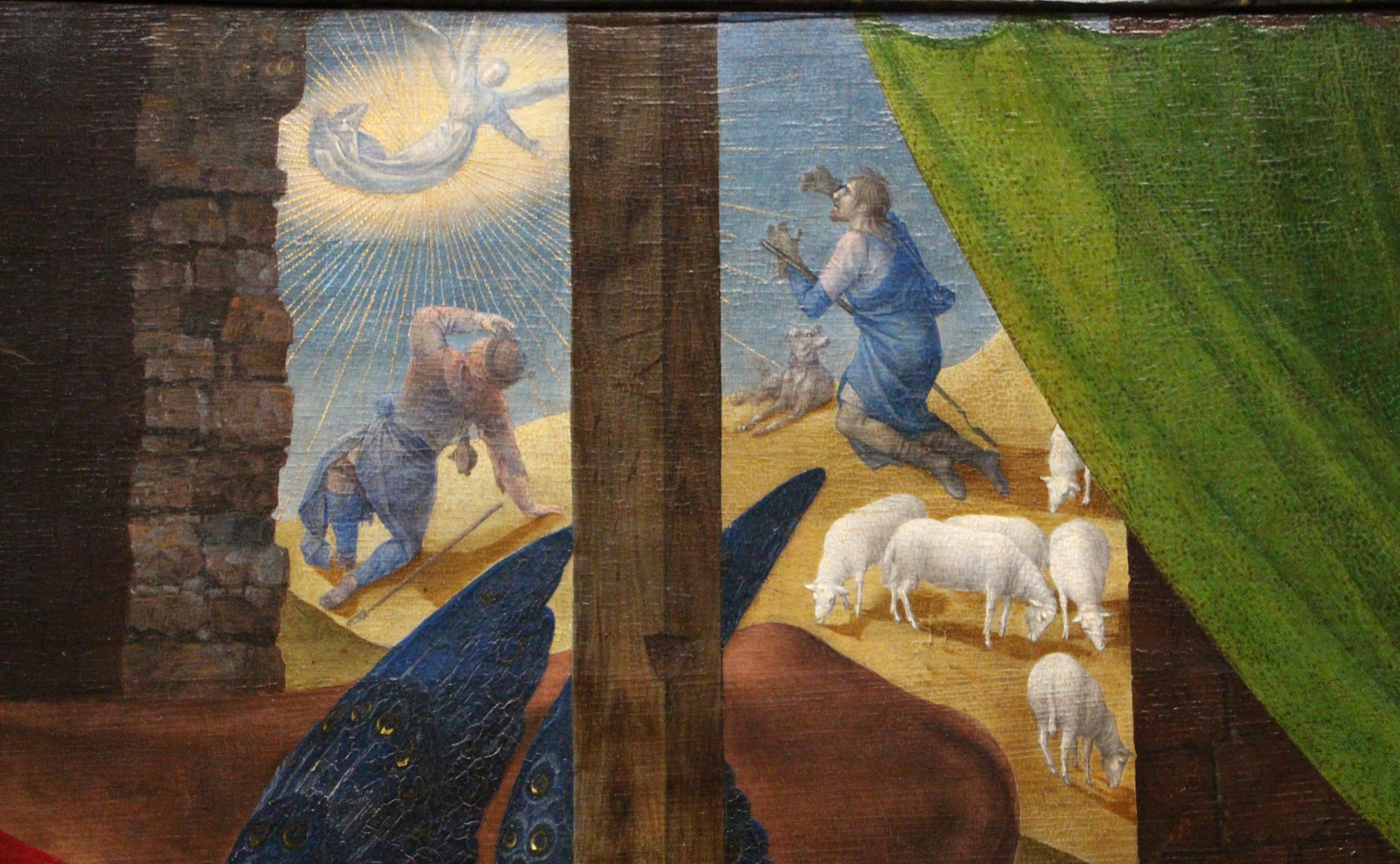
Verkondiging aan de herders op de achtergrond

## Herkomst
Er zijn geen documenten bekend die betrekking hebben op het ontstaan of de opdrachtgever van het schilderij.
In 1903 heeft de Gemäldegalerie in Berlijn het schilderij aangekocht uit de verzameling van de infanta Christina de Bourbon in Madrid.